# Edithaellinae
Edithaellinae es una subfamilia de foraminíferos bentónicos de la familia Polymorphinidae, de la superfamilia Polymorphinoidea, del suborden Lagenina y del orden Lagenida. Su rango cronoestratigráfico abarca desde el Cretácico inferior hasta el Plioceno.

## Discusión
Clasificaciones previas incluían Edithaellinae en la superfamilia Nodosarioidea.

## Clasificación
Edithaellinae incluye a los siguientes géneros:
- Echinoporina †
- Edithaella †
- Grillita †
- Vasiglobulina †

Otros géneros considerados en Edithaellinae son:
- Cornusphaera †, aceptado como Edithaella
- Oberhauserina †